# Tshuapa (provins)
Tshuapa  er en af de 26 Provinser i Demokratiske Republik Congo. Den er oprettet ved opdelingen af den tidligere provins Équateur, hvilket resulterede i provinserne Mongala, Équateur, Nord-Ubangi, Syd-Ubangi og Tshuapa.
Tshuapa blev dannet af Tshuapa-distriktet, hvis by Boende blev hovedstad i den nye provins. Provinsen har navn efter Tshuapafloden, og ligger i den nordvestlige del af landet, ved Congofloden.

## Historie
Tshuapa blev tidligere administreret som et distrikt som en del af Équateur-provinsen.
Den 11. februar 1924 oprettede den katolske mission det Apostoliske præfektur Tsuapa. Senere, i 1926, blev det omdøbt til Apostolisk præfektur i Coquilhatville / de Coquilhatville (latin). Efter at have fået territorium fra det samme apostoliske vikariat i Nouvelle-Anvers, blev det til det romersk-katolske ærkebispedømme Mbandaka-Bikoro.

## Administrativ inddeling
Provinsen er inddelt i seks terristorier:
- Befale
- Boende
- Bokungu
- Djolu
- Ikela
- Monkoto